# Cantón de Kaysersberg
El cantón de Kaysersberg era una división administrativa francesa, que estaba situada en el departamento de Alto Rin y la región de Alsacia.

## Composición
El cantón estaba formado por doce comunas:
- Ammerschwihr
- Beblenheim
- Bennwihr
- Ingersheim
- Katzenthal
- Kaysersberg
- Kientzheim
- Mittelwihr
- Niedermorschwihr
- Riquewihr
- Sigolsheim
- Zellenberg

## Supresión del cantón de Kaysersberg
En aplicación del Decreto nº 2014-207 de 21 de febrero de 2014, el cantón de Kaysersberg fue suprimido el 22 de marzo de 2015 y sus 12 comunas pasaron a formar parte; diez del nuevo cantón de Sainte-Marie-aux-Mines, una del nuevo cantón de Colmar-1 y una del nuevo cantón de Wintzenheim.